# Ina Müller
Ina Müller (Köhlen, 25 luglio 1965) è una cantante e conduttrice televisiva tedesca.
Dal 2007 ha presentato il programma televisivo Inas Nacht in onda su NDR.

## Biografia
Müller è nato in una famiglia di contadini a Köhlen, Bassa Sassonia, Germania occidentale. Quarta sorella su cinque, soffrì di ospedalizzazione fino all'adolescenza. Dopo il diploma di scuola, Müller si è formata per diventare un tecnico farmaceutico. Negli anni successivi ha lavorato per diverse farmacie a Brema, Monaco e Sylt.

## Carriera
Nel 1994, Müller e la sua amica Edda Schnittgard hanno fondato il duo comico Queen Bee. 
Dal 2007, Müller ha ospitato il popolare programma televisivo di musica e varietà a tarda notte Inas Nacht (Ina's Night), trasmesso su NDR e proveniente da un pub di Amburgo. 

## Discografia

### Album in studio
- 2004 – Das große Du
- 2006 – Weiblich, ledig, 40
- 2008 – Liebe macht taub
- 2009 – Die Schallplatte - nied opleggt
- 2011 – Das wär dein Lied gewesen
- 2013 – 48
- 2016 – Ich bin die

## Premi e riconoscimenti
- Echo
  - 2012 e 2014 - Miglior artista femminile tedesca
- Deutscher Fernsehpreis
  - 2019[2]